# Перевалка
Перевалка — посёлок в Мостовском районе Краснодарского края. Входит в состав Псебайского городского поселения.

## География
Посёлок расположен на левом берегу реки Малая Лаба в 6 км выше по течению (южнее) посёлка Псебай и в 40 км к югу от посёлка Мостовской. С юга к посёлку примыкают покрытые лесом предгорья хребта Бугунж. На западной окраине протекает река Дальняк, на реке сооружены пруды.
Имеется автодорога к посёлку от Псебая.
Улицы: Главная, Кривая, Лесная, Набережная, Новая, Первомайская, Подгорная, Садовая.
На карте Майкопского округа 1925 года посёлок подписан как Беслинеевский, карте РККА 1940 года — Бесленовский.

## Население
| 2002 | 2010 |
| ---- | ---- |
| 528  | ↘467 |